# داریا اسپیریدونووا
داریا اسپیریدونوا (روسی: Дарья Сергеевна Спиридонова-Нагорная؛ زادهٔ ۸ ژوئیهٔ ۱۹۹۸) ژیمناست هنری اهل روسیه است.